# Airavata

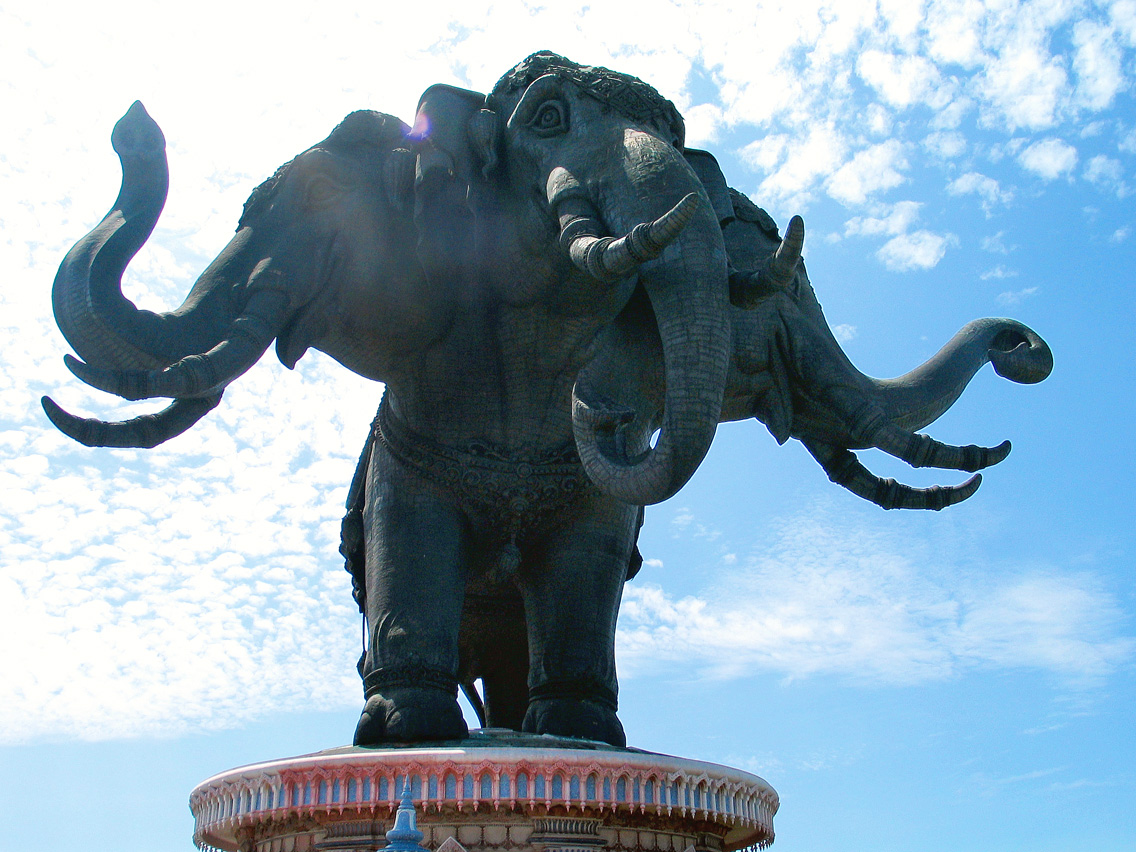
Musée d'Erawan dans la Province de Samut Prakan, Thaïlande.

Dans la religion hindouiste, Airavata (en sanskrit ऐरावत airāvata ou ऐरावण airāvaṇa, en thaï เอราวัณ Erawan) est un éléphant blanc qui porte le dieu Indra. Il fait partie des produits merveilleux créés par le barattage de la mer de lait.
C'est un éléphant gigantesque, représenté avec trois, voire 33 têtes. Ces têtes possèdent parfois plus de deux défenses.
Il figurait sur certains des drapeaux et les armoiries du Siam, ainsi que sur les armoiries du Protectorat français du Laos (1893-1954) et du Royaume du Laos (1946-1975).

## Dans l'hindouisme

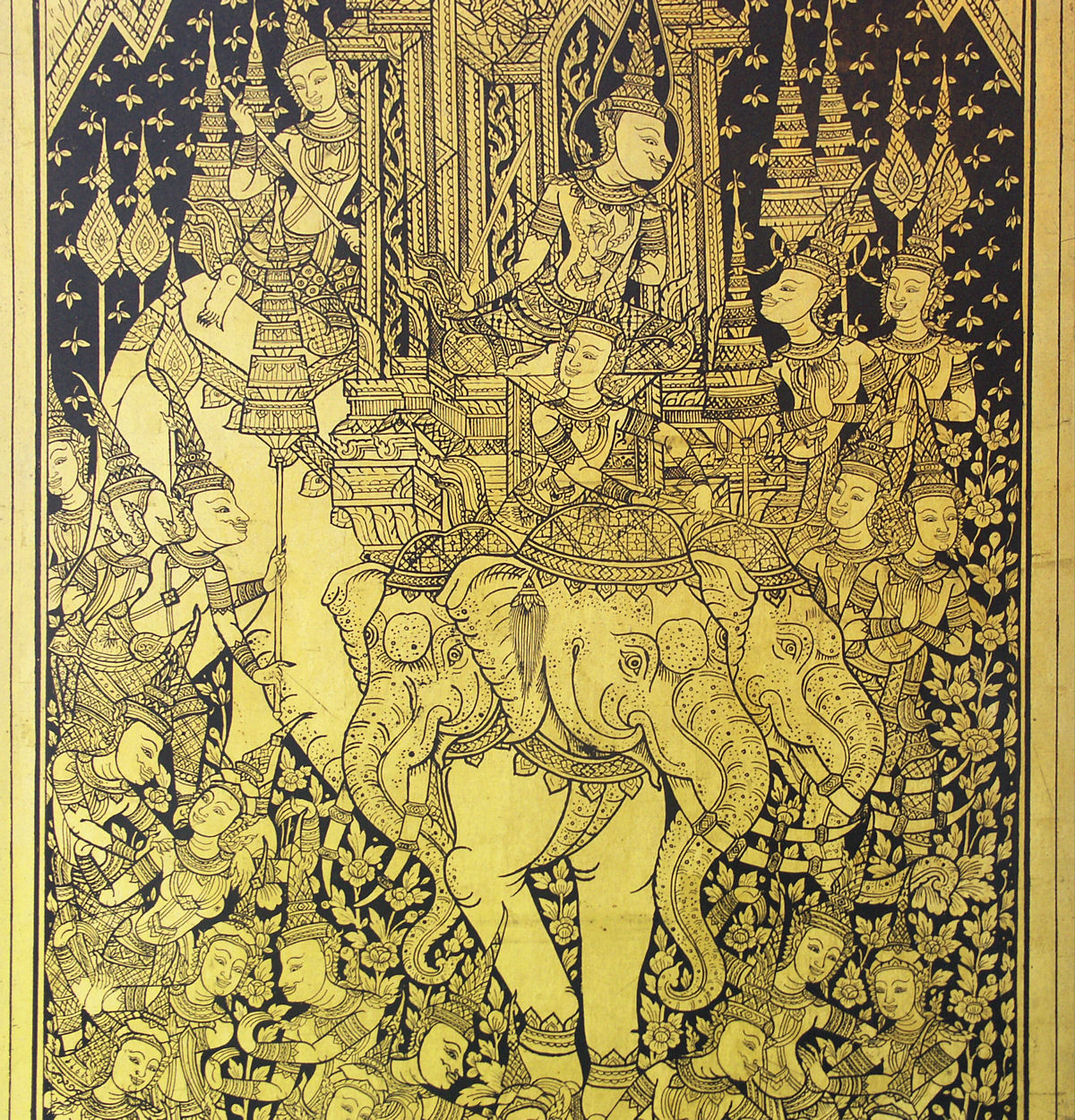
Décor en laque du Wat Suthat de Bangkok.

Selon le Ramayana, sa mère était Iravati (la Ravi, une des cinq rivières du Penjab). Selon le Matangalila, Airavata est né lorsque Brahma chanta les hymnes sacrés sur les moitiés de l'œuf dont était sorti Garuda, suivi de sept autres éléphants mâles et de huit éléphants femelles. Prithu fit d'Airavata le roi de tous les éléphants. Un de ses noms signifie « celui qui tisse ou lie les nuages », car le mythe affirme que ces éléphants sont capables de produire des nuages.
Les gardiens des huit directions, qui règnent sur les huit points cardinaux et intercardinaux, sont chacun juchés sur un éléphant qui participe à la protection de sa direction. Le chef de ces éléphants est Airavata, monture d'Indra.
Le rapport des éléphants à l'eau et à la pluie est mis en évidence dans le mythe d'Indra, monté sur Airavata lors de sa victoire sur Vritra, l'asura de la sécheresse. Airavata plonge sa trompe dans les humides régions inférieures, y pompe l'eau et la projette dans les nuages, qu'Indra oblige à relâcher leur pluie, permettant ainsi aux eaux du ciel de rejoindre celles du monde souterrain. Airavata se tient aussi à l'entrée du Svarga (le palais d'Indra situé au-dessus du Mont Meru).
Airavata est cité dans la Bhagavad Gita (chap. X, verset 27) :
« Entre les coursiers, je suis Uttchæçravas, né avec l’ambroisie ; entre les éléphants, Ærâvata ; entre les hommes, le chef du pouvoir. »
À Darasuram, près de Tanjore, se trouve le temple d'Airavatesvara, où Airavata aurait vénéré le lingam (nommé pour cela Airavateswara). Ce temple a été bâti par le roi Chola Rajaraja II (1146–73).